# U-Bahnhof Ládví

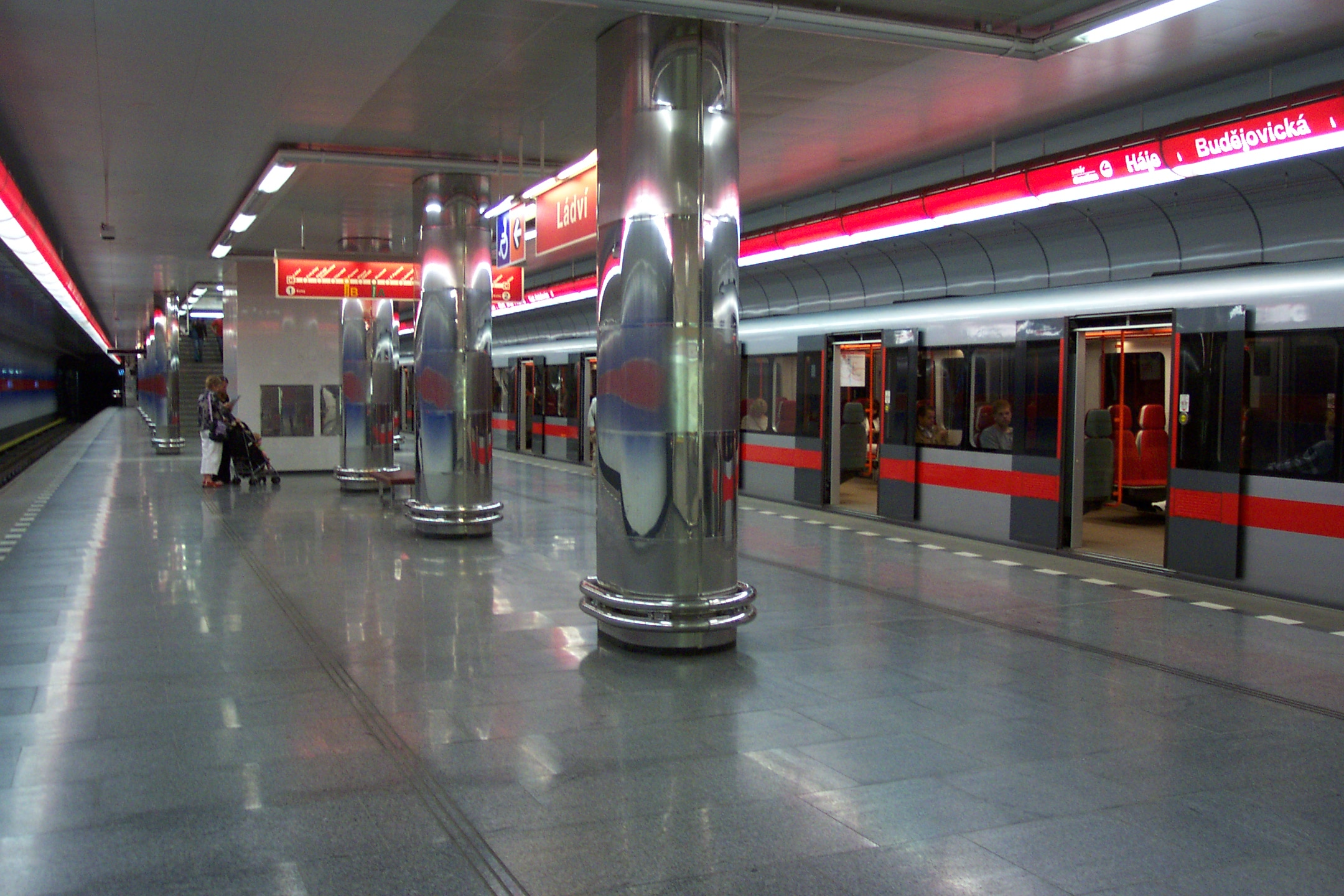
Der Bahnsteig der Station Ládví

Ládví ist ein U-Bahnhof der Prager Metrolinie C im Stadtviertel Kobylisy des 8. Prager Verwaltungsbezirkes im Norden der tschechischen Hauptstadt Prag. Er befindet sich zwischen den Stationen Kobylisy und Střížkov.
Der Bahnhof, der am 26. Juni 2004 eröffnet wurde und bis 2008 die nordöstliche Endstation der Linie C war, liegt 7 bis 9 m unter der Straße Střelničná auf einer Meereshöhe von 282 m. Die Station ist mit einem 101 m langen und 9–10 m breiten Mittelbahnsteig ausgestattet. Am östlichen Ende der Station befinden sich ein Wendegleis, das infolge baulicher Probleme nicht ganz die übliche Länge von 100 m erreicht, und zwei Abstellgleise. Der Ausgang liegt in Bahnsteigmitte und führt zu einer Umsteigehaltestelle von Straßenbahn und Bus. Bei der Station befindet sich ein Pendlerparkplatz.
Der Name der Station leitet sich von der etwa 1 km nördlich gelegenen gleichnamigen Höhe (359 m) ab.